# Ace Combat 2
Ace Combat 2 (エースコンバット2, Ēsu Konbatto Tsū) é um jogo eletrônico de simulação de combate aéreo desenvolvido e publicado pela Namco. É o segundo título principal da série Ace Combat, depois de seu predecessor Air Combat de 1995, e foi lançado exclusivamente para PlayStation em maio de 1997 no Japão, em julho na América do Norte e em outubro na Europa. A jogabilidade possui um formato mais voltado para arcade, com o jogador podendo controlar até 24 aeronaves de combate diferentes em 21 missões com objetos variados, que incluem proteger uma base de ataque inimigo, interceptar um esquadrão de aeronaves oponentes e afundar um porta-aviões. Diferentes ramificações de missões também estão presentes
O jogo foi desenvolvido a partir da insatisfação do produtor Masanori Kato com Air Combat, que ele achava muito inferior a partir do ponto de vista técnico. Kato e uma pequena equipe partiram para criar uma sequência que melhoraria o original, com gráficos aprimorados, maior variedade de missões e o estabelecimento de uma sensação real de voo. As missões foram projetadas para serem divertidas de seu jogar, com a jogabilidade em si sendo feita para imitar o típico estilo de jogos de arcade. A equipe usou livros e revistas de aviação como referência no projeto das aeronaves, porém deliberadamente escolheram não criarem réplicas exatas a fim da jogabilidade não ficar muito complexa. A música foi muito inspirada no filme Top Gun.
Ace Combat 2 foi um sucesso comercial, vendendo mais de quinhentas mil cópias apenas no Japão até maio de 1998. Foi elogiado pela crítica, que teceu bons comentários sobre sua jogabilidade, gráficos, variedade nas missões e por ser uma melhora considerável sobre seu predecessor. Alguns chegaram a considerá-lo como um dos melhores simuladores de voo no PlayStation. Entretanto, o título foi criticado pela falta de um modo multijogador e pela grande dificuldade de suas missões. Foi relançado no Japão em 1999 com o selo The Best da Sony, sendo também incluído em 2005 na compilação NamCollection para PlayStation 2. Uma recriação intitulada Ace Combat: Assault Horizon Legacy estreou em 2011 para o Nintendo 3DS.

## Jogabilidade

A jogabilidade de Ace Combat 2, mostrando os elementos do HUD, incluindo o medidor de combustível, e o jogador enfrentando aeronaves inimigas

Ace Combat 2 é um simulador de combate aéreo apresentado em um formato mais arcade, em contraste com outros simuladores. O jogador pode controlar uma de até 24 aeronaves de combate em 21 missões, cada uma com diferentes objetivos a serem completados, como interceptar um esquadrão de oponentes, destruir um porta-aviões ou proteger uma base aliada de um ataque inimigo. Completar as missões recompensa o jogador com dinheiro que pode ser gasto na compra de novos aviões para o hangar.
A capacidade de permitir que um ala acompanhe o jogador é desbloqueada a partir da quarta missão, com ele proporcionando suporte adicional e auxílio para a realização dos objetivos. As primeiras missões são principalmente lineares, porém caminhos adicionais começam a aparecer mais adiante. Um medidor de combustível funciona como limite de tempo e é esvaziado a medida que o jogador voa pelos níveis e ataca inimigos; a missão acabará automaticamente quando o medidor zerar. Também presentes estão "azes", pilotos inimigos de elite que podem ser enfrentados a fim de desbloquear medalhas especiais e a disponibilidade de utilizar suas aeronaves. Há dois níveis de dificuldade, "Novato" e "Especialista", com o segundo permitindo a realização de manobras realistas.

## Enredo
Vários chefes de estado das Forças Aliadas Useanas, uma coalizão de países do continente de Usea, se ausentaram em uma missão diplomática. Aproveitando-se disso, altos escalões militares deflagaram um golpe de estado que rapidamente estabeleceu sua hegemonia sobre o continente. Seu rápido avanço permitiu que capturassem várias áreas de grande importância em cada país, além de uma arma de destruição em massa chamada "Míssil de Cruzeiro Extra Poderoso". As forças pró-governos, conhecidas como Comando Unificado, recorreram aos serviços do mercenário Esquadrão Scarface para conseguirem derrotar as Forças Rebeldes Useanas.
As forças do Comando Unificado e do Esquadrão Scarface enfrentam os rebeldes e conseguem reconquistar territórios. Os mercenários atacam várias partes de grande importância da infraestrutura rebelde, derrotam muitos de seus azes e destroem vários veículos protótipos. O Comando Unificado, depois de retomar boa parte de Usea, lança uma grande invasão dividida em duas operações, que conseguem destruir muitos alvos e locais vitais para os rebeldes. As forças governamentais encurralam os rebeldes na cidade de St. Ark, com o Esquadrão Scarface conseguindo neutralizar as forças restantes e dar a vitória para as Forças Aliadas Useanas.
Entretanto, o Comando Unificado logo descobre que um submarino rebelde conseguiu fugir de St. Ark carregando um Míssil de Cruzeiro Extra Poderoso. O Esquadrão Scarface lança uma operação de emergência que intercepta o submarino e consegue afundá-lo, porém este mesmo assim consegue disparar o míssil em direção de St. Ark durante seus momentos finais. Caso a arma não seja destruída, a cidade é destruída pelo míssil.  Se ele for destruído, o Esquadrão Scarface encurrala os líderes do golpe em uma fortaleza perto de St. Ark, conseguindo destruir um último Míssil de Cruzeiro Extra Poderoso e encerrando o golpe de estado totalmente.

## Desenvolvimento

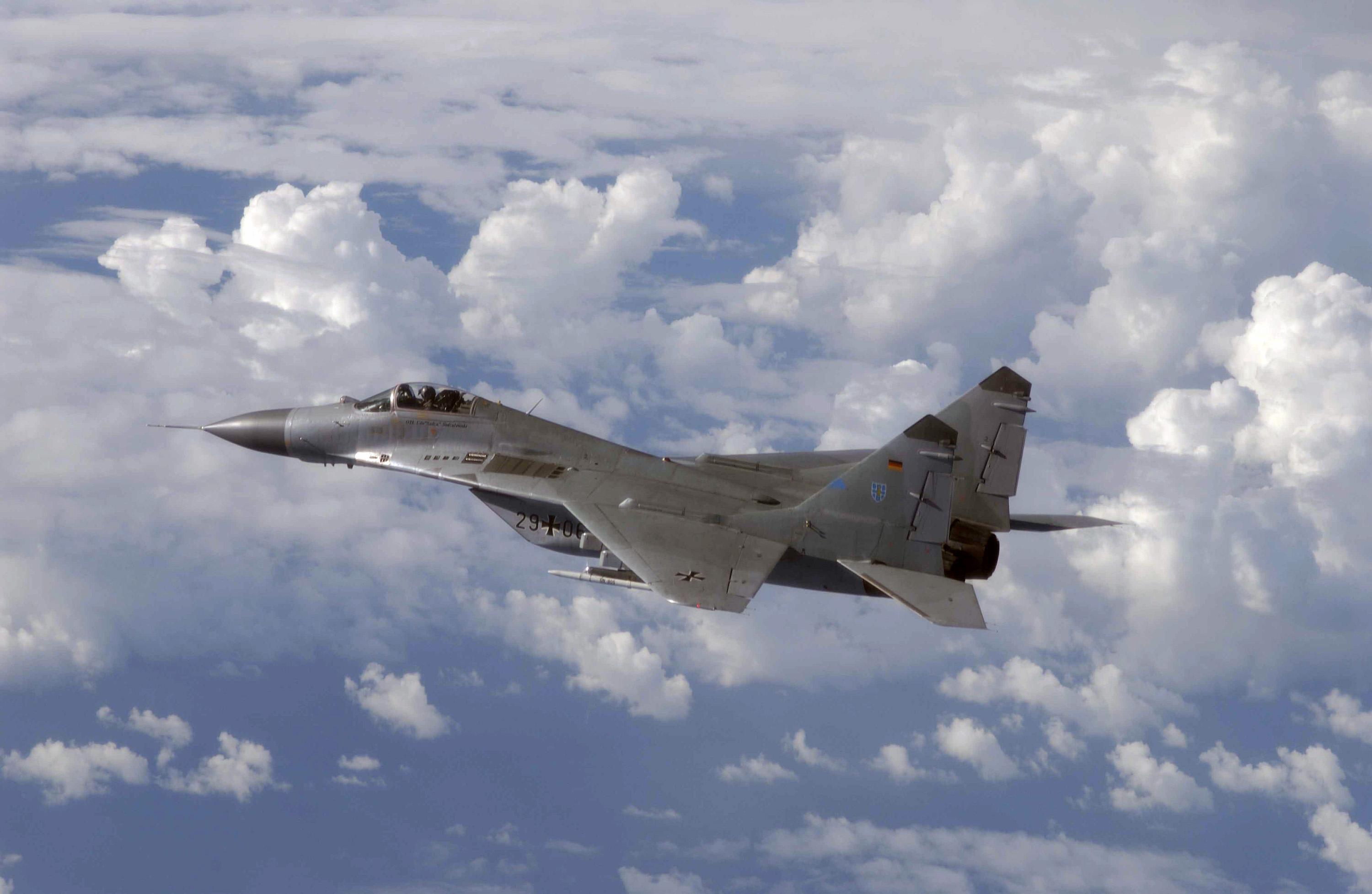
A equipe de desenvolvimento do Ace Combat 2 escolheu intencionalmente não usar as estatísticas exatas de aeronaves do mundo real, pois sentiam que isso tornaria o jogo muito complexo para seu público-alvo.

Ace Combat 2 foi concebido pelo projetista e produtor Masanori Kato da Namco, que anteriormente tinha trabalhado no predecessor Air Combat, o primeiro título da série Ace Combat. A ideia do jogo veio da insatisfação de Kato com o resultado final de Air Combat, que ele achou que era incompleto do ponto de vista técnico. Kato e uma pequena equipe de desenvolvedores decidiram criar uma sequência que fizesse melhor uso possível das capacidades do PlayStation, enfatizando os visuais e a criação da sensação de que os jogadores estavam realmente voando em aeronaves de combate. Os gráficos foram uma das primeiras áreas que a equipe desejava melhorar, assim realizaram pesquisas técnicas sobre o número de polígonos que o console poderia exibir. Eles criaram um programa que poderia exibir o maior número possível de polígonos sem causar restrições na plataforma, permitindo assim que os gráficos fossem de qualidade significativamente maior que a maioria dos outros jogos de simulação aérea. Os desenvolvedores também procuraram incluir uma maior variedade de missões, diferentemente dos dois tipos de missões disponíveis em Air Combat. As missões foram projetadas para serem divertidas de se jogar e excitantes; quando novos aviões eram adicionados, a equipe determinava se eles deixariam as missões mais interessantes ou não. A jogabilidade em si foi projetada no estilo muito mais próximo a um jogo de arcade, em vez de ser estritamente um simulador de voo, algo que eles acharam que deixaria Ace Combat 2 mais divertido.
A equipe usou livros e revistas de aviação como referências na criação das aeronaves. Também assistiram vários documentários sobre combates aéreos e viajaram para uma demonstração aérea com o objetivo de fotografar os aviões em exibição. Os desenvolvedores decidiram que as aeronaves do jogo teriam estatísticas diferentes do que suas contrapartes reais, dessa forma esperavam fazer Ace Combat 2 menos complexo para seu público alvo. Um sistema simplista de leis da física foi implementado, permitindo que o jogo mantivesse seu realismo ao mesmo tempo que proporcionava uma experiência amigável ao usuário. A equipe procurou os conselhos de um piloto de verdade a fim de refinar a jogabilidade, porém não conseguiram encontrar um. As ideias das missões vieram da imaginação de Kato e da equipe, porém ele afirmou que gostaria de ter conseguido viajar para locais reais com o objetivo de colher dados e referências. Os ambientes foram criados para serem visualmente impressionantes e interessantes. Os desenvolvedores chegaram com uma fase que envolveria o jogador descarrilhar em um vale montanhoso, porém abandonaram a ideia devido a limitações técnicas e gráficas. A estrutura geral das fases foi levemente ajeitada para que as estratégias das missões não parecessem estranhas ou não naturais. Desde o início do projeto a equipe desejava acomodar o controle analógico, adicionando suporte ao DualShock do PlayStation e o NeGcon da Namco, posteriormente também ao PlayStation Analog Joystick.
A trilha sonora foi composta por uma equipe de compositores liderada por Kota Takahashi, com eles se inspirando no filme Top Gun. Takahashi queria que a trilha fosse intensa e "simuladora", porém que tivesse suas próprias distinções para não soar muito similar com Top Gun. Os compositores também tentaram garantir que a música refletisse o projeto e objetivos de cada missão. A maioria dos efeitos sonoros foram tirados de um CD de efeitos que um dos compositores tinha, enquanto os restantes eram originais.
Ace Combat 2 estreou no Japão em 30 de maio de 1997, sendo lançado em 31 de julho na América do Norte e em 24 de outubro na Europa. Ele foi relançado apenas no Japão em 29 de julho de 1999 como parte do selo The Best da Sony Computer Entertainment. Ace Combat 2 foi incluído em julho de 2005 na compilação NamCollection para o PlayStation 2 junto com outras quatro conversões de títulos da Namco do PlayStation, lançada em celebração do aniversário de cinquenta anos da companhia.

## Recepção
Ace Combat 2 foi um sucesso comercial e de crítica. Ele vendeu mais de quinhentas mil cópias no Japão até meados do mês de maio de 1998, recebendo o "Prêmio Dourado" da Sony; o título já tinha vendido 1,092 milhões de unidades mundialmente até janeiro de 2008. Venceu alguns prêmios entregues por publicações de jogos eletrônicos, incluindo "Hall da Fama Prateado" da Famitsu, "Escolha do Editor" da IGN e "Jogo do Mês" da Electronic Gaming Monthly. Ace Combat 2 possui um índice de aprovação de 83/100 no agregador de resenhas Metacritic, a partir de dez críticas coletadas, indicando "críticas geralmente favoráveis".
Crispin Boyer da Electronic Gaming Monthly elogiou a distância de renderização, enquanto Kim Randell da Computer and Video Games o descreveu como "a experiência de voou mais intensa a agraciar um console". A revista Next Generation afirmou que Ace Combat 2 iria "manter muitos guerreiros de fim de semana presos na TV", já a IGN o chamou de "um dos melhores simuladores de voo já lançados para o PlayStation" e disse que a Namco foi "com tudo" em seus visuais. Os quatro avaliadores da Electronic Gaming Monthly acharam que o ponto mais forte do título era sua variedade, com vários aviões para escolher e desbloquear e objetivos de missão muito variados. A qualidade da jogabilidade e sua rapidez e variedade também foram muito elogiadas, porém Randell e Shawn Sackenheim da AllGame acharam que ela ficava "monótona" depois de algum tempo. Jeff Gerstmann da GameSpot escreveu que o baixo nível de dificuldade fazia com que o jogo terminasse rapidamente apesar do alto número de missões. Entretanto, a maioria dos críticos concordaram que a inteligência artificial era avançada e proporcionava boas respostas aos movimentos dos jogadores, deixando o jogo muito mais difícil. A elevada taxa de quadros por segundo e visuais das fases foram elogiadas.
Muitos concordaram que Ace Combat 2 era uma enorme melhora em relação a Air Combat, com a IGN, Victor Lucas da The Electric Playground e GamePro elogiando a Namco por aprimorar a jogabilidade para que fosse muito mais cheia de ação e divertida. A Next Generation disse que o título era uma excelente sequência, enquanto a revista Famitsu escreveu que era uma das melhores sequências da empresa no PlayStation. Os controles também receberam elogios por serem responsivos e macios; a Next Generation gostou do suporte ao PlayStation Analog Joystick, que ela achou que deixava o título ainda mais realista. A Famitsu e a IGN criticaram a falta de multijogador, porém Randell achou que a ausência do multijogador foi uma boa ideia pois permitia que a jogabilidade e fases em geral fossem refinadas. Tanto Sackenheim quanto Lucas elogiaram o número de aeronaves disponíveis, com o primeiro gostando particularmente do uso de segredos e extras desbloqueáveis.

## Recriação
Uma recriação intitulada Ace Combat: Assault Horizon Legacy foi lançada para Nintendo 3DS no final de 2011 na América do Norte e Europa e no início de 2012 no Japão, onde recebeu o nome de Ace Combat 3D: Cross Rumble. O jogo contém uma renovação completa da narrativa, adição de cutscenes, dublagem e projeto de fases refeito. Ele também tem a adição de várias aeronaves não encontradas no título original. Apesar do nome, o jogo não tem relação com o predecessor Ace Combat: Assault Horizon. Uma atualização chamada Ace Combat: Assault Horizon Legacy+ estreou em 2015, vindo com suporte para Amiibos e uma atualização dos controles para o New Nintendo 3DS.